# Stictoptera atrimaculata
Stictoptera atrimaculata är en fjärilsart som beskrevs av Embrik Strand 1917. Stictoptera atrimaculata ingår i släktet Stictoptera och familjen nattflyn. Inga underarter finns listade i Catalogue of Life.